# Wiślana Trasa Rowerowa
Wiślana Trasa Rowerowa (ve zkratce WTR), česky Viselská cyklistická trasa, je dálková cyklistická trasa kopírující tok největší polské řeky Visly. Vede pře Slezské vojvodství, Malopolské vojvodství, Svatokřížské vojvodství, Podkarpatské vojvodství, Lublinské vojvodství, Mazovské vojvodství, Kujavsko-pomořské vojvodství a Pomořské vojvodství. Spojuje tak pohoří Karpaty přes Středoevropskou nížinu s Baltským mořem.

## Historie a popis trasy
Myšlenka postavení Viselské cyklistické trasa se objevila kolem roku 1995, kdy iniciátorkou byla poslankyně Grażyna Staniszewska. Na jaře 2007 byl první slezský úsek postaven. Podle informací z roku 2024 cyklotrasa ještě není celá dokončena a měla by mít délku asi 1200 km. Začíná ve Wisle na železniční stanici Wisła Uzdrowisko ve Slezských Beskydech a vede přes Ustroń, Skoczów, Strumień, Czechowice-Dziedzice, Osvětim, Krakov, Niepołomice, Tarnobrzeg, Sandomierz, Varšavu, Płock, Włocławek, Toruń, Bydgoszcz, Grudziądz, ostrov Wyspa Sobieszewska a končí na železniční stanicí Gdańsk Główny v Gdaňsku. Trasa, která se esovitě vine přes Polsko, vede převážně po cestách vyloučených z motorové dopravy, protipovodňové valy a po obou březích Visly.

## Další informace
Cyklotrasa je celoročně volně přístupná. Stezka je vhodná také pro chodce, běžce a v zimních měsících i pro běžkaře. Stezka se prolína s dalšími trasami nebo navazuje na další trasy.

## Galerie

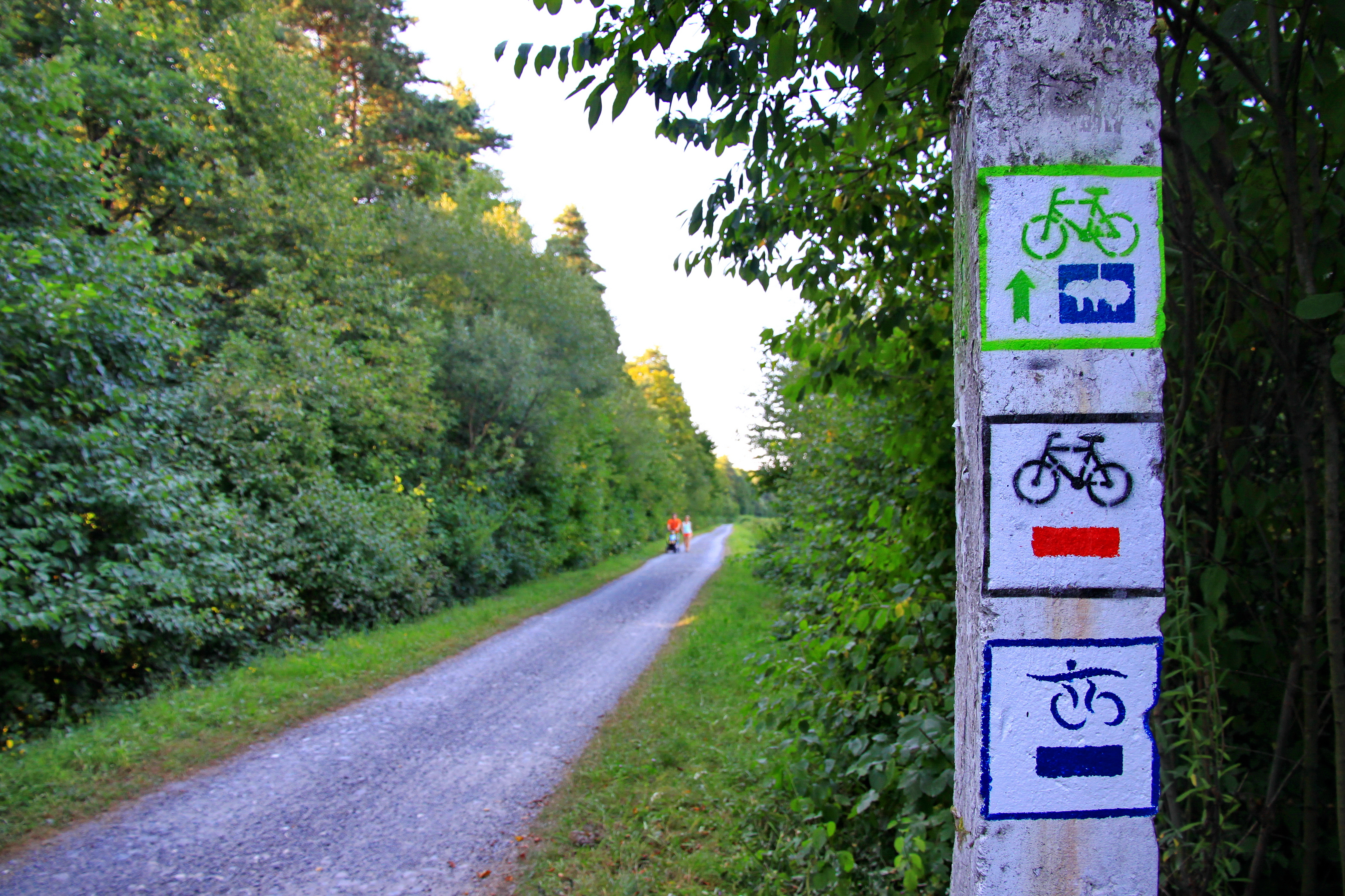
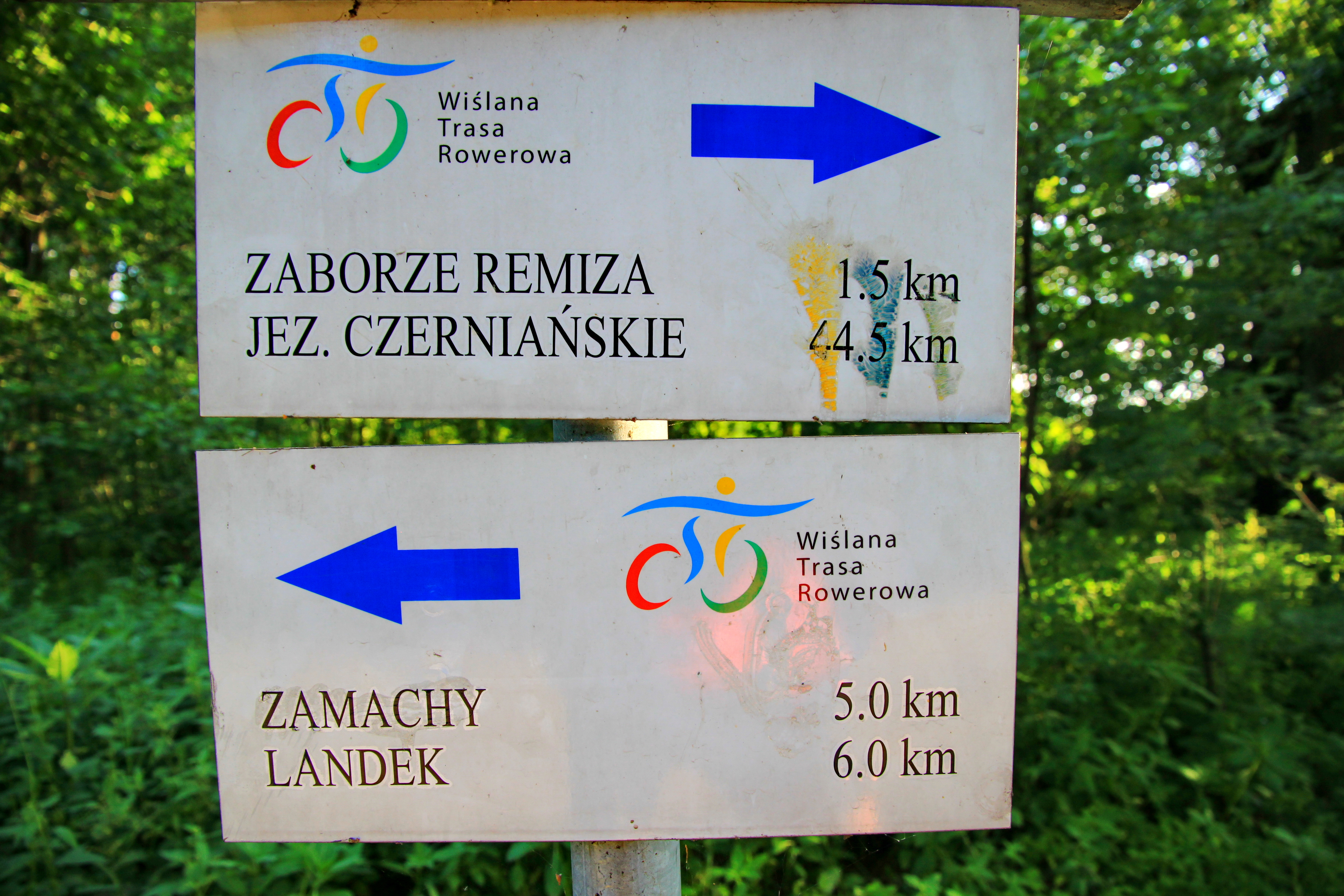
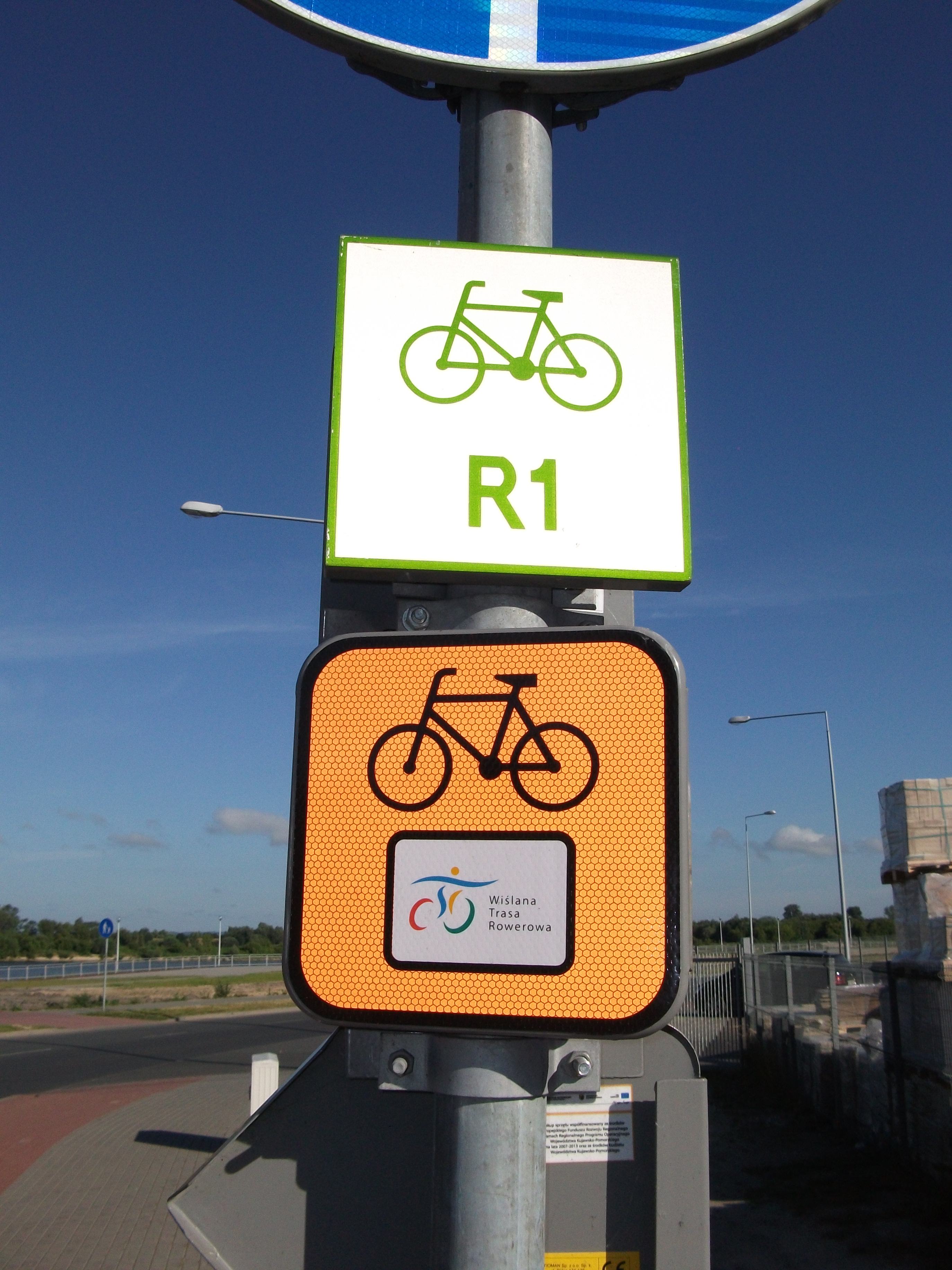
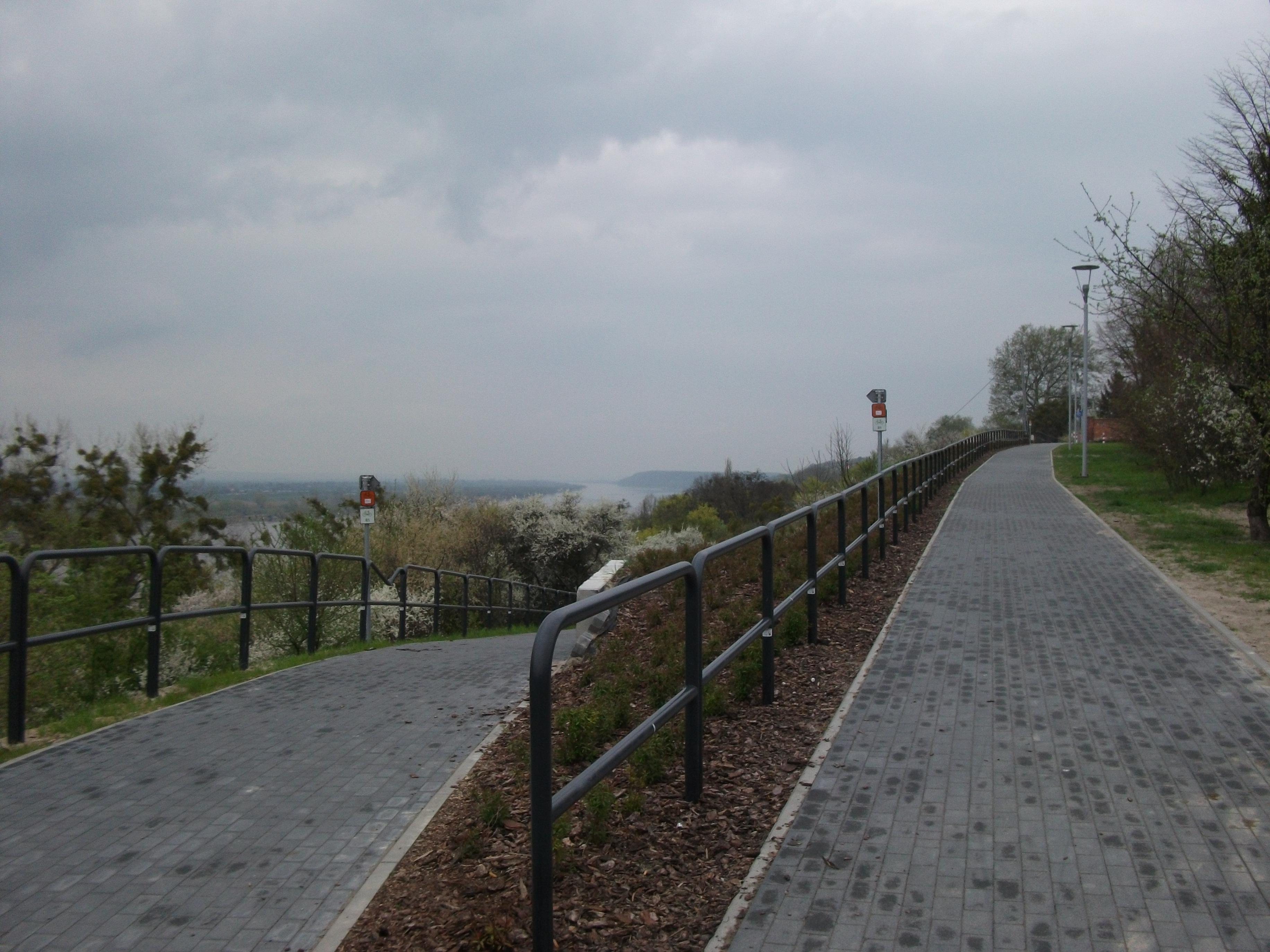
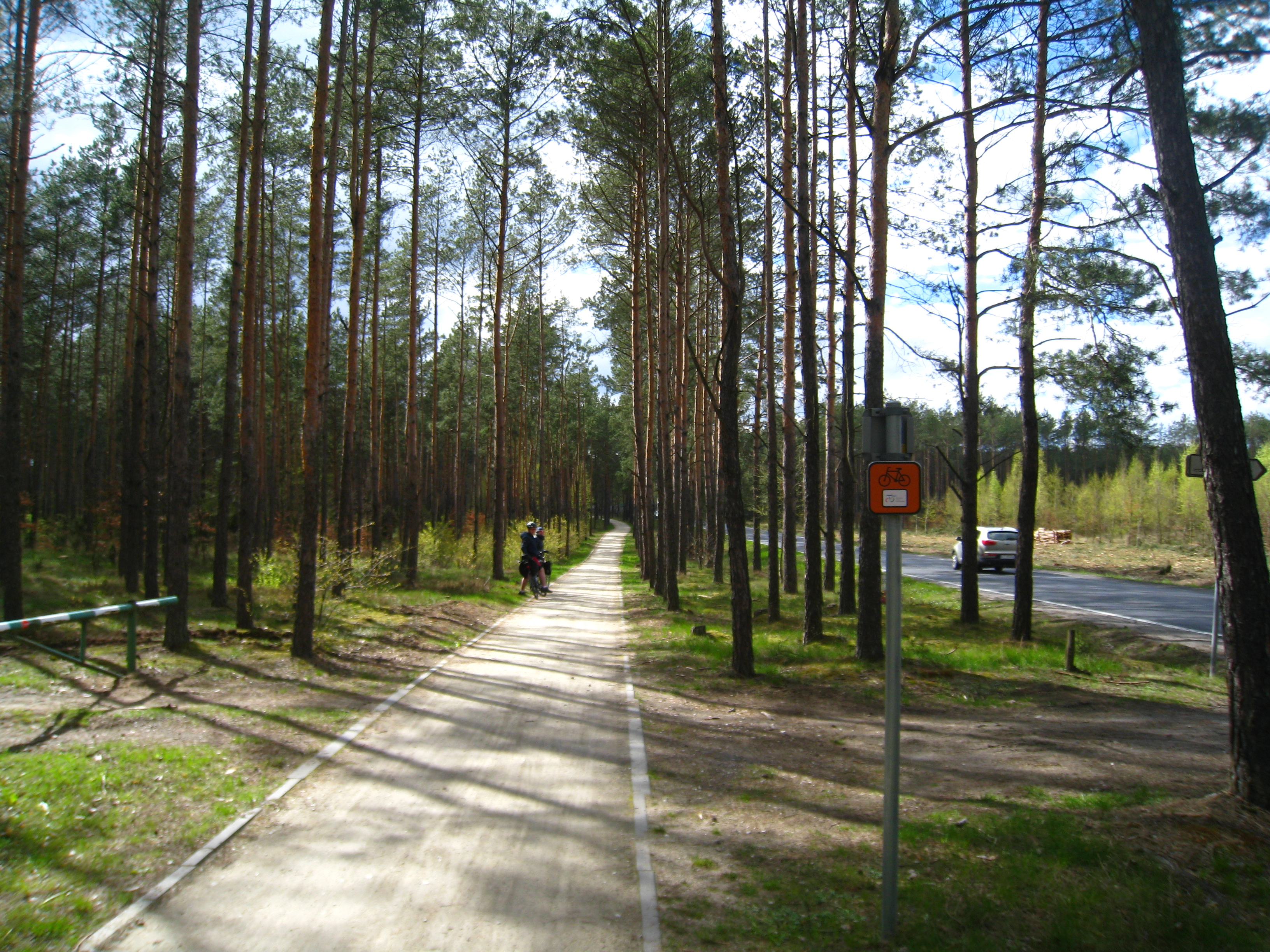